# Luke Herr
Luke Thomas Herr (Winnipeg, 18 luglio 1994) è un pallavolista canadese, palleggiatore del Narbonne.

## Carriera

### Club
La carriera di Luke Herr inizia nei tornei scolastici canadesi, ai quali partecipa con la John Taylor Collegiate, mentre dopo il diploma gioca nella lega universitaria CIS con la Manitoba. Nella stagione 2017-18 approda in Germania, dove inizia la carriera da professionista in 1. Bundesliga con il Netzhoppers, militandovi per un triennio. Nel campionato 2020-21 si trasferisce in Eredivisie, dove indossa la casacca del Lycurgus, con cui si aggiudica la Coppa dei Paesi Bassi e la Supercoppa olandese, facendo quindi ritorno nel campionato seguente nella massima divisione tedesca, questa volta per difendere i colori dell'Herrsching.
Nella stagione 2022-23 viene ingaggiato dai greci del Milōn, con cui prende parte per due annate alla Volley League, accasandosi poi per il campionato 2024-25 nella Ligue A francese, indossando la casacca del Narbonne.

### Nazionale
Nel 2022 debutta in nazionale in occasione della NORCECA Final Six, dove si aggiudica la medaglia d'argento, seguita da un altro argento alla Coppa panamericana dello stesso anno, venendo anche insignito del premio come miglior palleggiatore. Un anno dopo ottiene ancora un argento, questa volta al campionato nordamericano, ricevendo un altro premio come miglior palleggiatore.

## Palmarès

### Club
- Coppa dei Paesi Bassi: 1

2020-21
- Supercoppa olandese: 1

2020

### Nazionale (competizioni minori)
- NORCECA Final Six 2022
- Coppa panamericana 2022

### Premi individuali
- 2022 - Coppa panamericana: Miglior palleggiatore
- 2023 - Campionato nordamericano: Miglior palleggiatore